# Bianor quadrimaculatus
Bianor quadrimaculatus là một loài nhện trong họ Salticidae.
Loài này thuộc chi Bianor. Bianor quadrimaculatus được George Newbold Lawrence miêu tả năm 1927.